# Kler Çaku
Kler Çaku (* 2010) ist eine albanische Schachspielerin. Sie trägt den FIDE-Titel FIDE-Meisterin der Frauen (Woman FIDE Master).

## Erfolge
Çaku nahm an den Jugendeuropameisterschaften 2020 (online ausgetragen), 2021 (im Hybrid-Modus ausgetragen) und 2022 in Antalya jeweils in der Altersklasse U12 weiblich teil. An der Jugendweltmeisterschaft nahm sie 2023 in Montesilvano in der Altersklasse U14 weiblich teil. Für die Online-Schacholympiade 2021 war sie im albanischen Team als Reservespielerin nominiert, blieb jedoch ohne Einsatz.
Bei den albanischen Mannschaftsmeisterschaften 2021 in Saranda, 2022 in Tirana und 2023 ebenfalls in Tirana sowie beim European Club Cup der Frauen 2023 in Durrës und bei der albanischen Mannschaftsmeisterschaft der Frauen 2024 in Vlora (die sie mit ihrem Team gewann) spielte Çaku für Teuta. Im November 2021 gewann sie in Tirana die albanische Einzelmeisterschaft der Frauen, im Juni 2022 erreichte sie ebenfalls in Tirana den zweiten Platz bei der albanischen Frauenmeisterschaft. Im Dezember 2023 wurde Çaku zum zweiten Mal albanische Frauenmeisterin, Austragungsort war erneut Tirana.
Bei der Schacholympiade 2022 spielte Kler Çaku am dritten Brett der albanischen Frauenauswahl. Dort erreichte sie 5 Punkte aus 10 Partien und wurde damit zur Meisterkandidatin der Frauen (WCM) ernannt unter der Bedingung, dass sie eine Elo-Zahl von mindestens 1800 erreicht. Dies gelang Çaku im März 2024, so dass sie seitdem den Titel trägt. Bei der Schacholympiade 2024 spielte Çaku erneut am dritten Brett der albanischen Frauenauswahl und erreichte 6,5 Punkte aus 10 Partien. Aufgrund dieses Ergebnisses wurde ihr der Titel einer FIDE-Meisterin der Frauen (WFM) verliehen unter der Bedingung, dass sie eine Elo-Zahl von mindestens 1900 erreicht. Dies gelang Çaku im Oktober 2024, so dass sie seitdem den Titel trägt.
Im Oktober 2022 gewann Çaku in Cetinje die Balkanjugendmeisterschaft im Blitzschach der Altersklasse U12. Im September 2023 wurde sie in Therme Čatež Schnellschach-Europameisterin in der Altersklasse U14 weiblich. Im Januar 2025 erreichte sie ihre bislang (Stand: Januar 2025) höchste Elo-Zahl von 2036.
| Hier fehlt eine Grafik, die leider im Moment aus technischen Gründen nicht angezeigt werden kann. Wir arbeiten daran! |